# Violtrupial
Violtrupial (Ptiloxena atroviolacea) är en fågel i familjen trupialer inom ordningen tättingar.

## Utseende och läte
Violtrupialen är en helmörk trupial med glansigt blåsvart fjäderdräkt, en medellång tvärt avskuren stjärt och en rätt tjock näbb. Hane glanskostaren är mindre med kortare näbb. Den har dessutom ännu glansigare fjäderdräkt än violtrupialen. Antillerbåtstjärten har ljust öga, tunnare näbb och längre stjärt. Hona zapatatrupial är något mindre, med tunnare näbb och mindre glansig fjäderdräkt. Bland lätena hörs ett "schee-o" och ett högljutt "chuck", båda av metallisk karaktär och avgivna enstaka eller i serier. Ett annat vanligt läte är ett "chok, chok, chok, lee, lee, lee".

## Utbredning och systematik
Fågeln förekommer enbart på Kuba och Isla de la Juventud. Tidigare placerades den i släktet Dives under det svenska trivialnamnet kubansk sångtrupial. DNA-studier visar dock att arterna i släktet inte är varandras närmaste släktingar, varför arten förts till det egna släktet Ptiloxena och även tilldelats ett nytt svenskt trivialnamn.

## Levnadssätt
Violtrupialen är en ljudlig och social fågel som kan ses i de flesta miljöer, till och med nära bebyggelse, men undviker tät skog.

## Status
Arten har ett stort utbredningsområde och beståndet anses stabilt. Internationella naturvårdsunionen IUCN listar den därför som livskraftig (LC).